# Glenea didymoides
Glenea didymoides é uma espécie de escaravelho da família Cerambycidae.